# 빈센트 클린
빈센트 클라인(Vincent Klyn, 영어 발음: /klaɪn/, 1960년 6월 30일 ~ )은 뉴질랜드의 배우이다.
오클랜드에서 태어났다.

## 출연 작품
- 갱랜드 (2000년)
- 어반 메니스 (1999년)
- 레킹 크류 (1999년)
- 커럽트 (1999년)
- 블래스트 (1997년)
- 레이븐 호크 (1996년)
- 재규어맨 (1996년)
- Ballistic (1995)
- 나이트 헌터 (1995년)
- 사이보그 나이트 (1993년)
- 로 앤 크라임 (1993년)
- 돌맨 (1991년)
- 피의 승부사 (1991년)
- 폭풍 속으로 (1991년) - 럽턴 워차일드 핏맨 역
- 레드 서프 (1990년)
- 사이보그 (1989년) - 펜더 역

### 텔레비전
- SOS 해상 구조대 (1989년)